# Tingsvidne
Et tingsvidne betegner egentlig et bevismiddel ved de danske middelalderlige ting (herredsting, landsting, sysselting og retterting), hvor otte troværdige mænd vidnede om et bestemt forhold, fx hvordan det fra gammel tid havde været, eller hvad der tidligere var foregået på tinget.
I Jyske Lov hedder det i 1. bog, kap. 38 om tingsvidne:
"Tingsvidne vil sige, at de gode Mænd, der var til Stede paa Tinget, aflægger Vidnesbyrd om, hvad de hørte og saa. Færre end syv Mænd kan ikke holde Ting. Saa mange Mænd udgør ogsaa et fuldt Tingsvidne. Skal den Jord, som bliver givet til Kirken, sælges, kan hvem der vil, købe den, for alle kristne Mænd skal være Brødre."
Almindeligvis bruges ordet tingsvidne imidlertid om det skriftlige vidnesbyrd om retshandler på tinget. Disse blev ikke som senere nedfældet i en tingbog, men udfærdiget som et selvstændigt dokument, der blev overladt til domhaveren eller initiativtageren til tingsvidnets udfærdigelse. Det tidligste kendte sådanne tingsvidner stammer fra slutningen af 1200-tallet og er udfærdiget på pergament og sproget er latin. Først omkring 1400 begynder sproget at være dansk.
Tingsvidnerne er yderst regelmæssigt opbygget. Først er der en indledning med intitulatio, inscriptio og salutatio. Udstederen er ved rettertingsvidner kongen, og de øvrige tingmænd nævnes som nærværende, mens udstederen ved herreds- og landstingsvidner er udstedt i fællesskab af en gruppe af tingmændene, oftest med herredsfogeden eller landsdommeren nævnt først og de øvrige nævnt i rangfølge. Selvom dokumentet blev overladt til en af sagens partner, er det henvendt til alle.
Efter indledningen følger hovedteksten med tid og sted for tingets afholdelse. Sagspartnerne nævnes ved navn, og sagens behandling på tinget beskrives kort. Endelig er tingsvidnet forsynet med et segl.
Det bevarede tingsvidner handler næsten alle om godstransaktioner, hvilket formodentlig delvis skyldes, at det har været de vigtigste at bevare for eftertiden, da man kunne risikere, at der blev gjort modkrav på godset på et senere tidspunkt. Der er kun bevaret få tingsvidner fra før 1350; for de følgende 100 år ses en jævn stigning i antallet af bevarede tingsvidner. Hvor der for perioden 1340-1375 i gennemsnit kendes 7,1 tingsvidner pr. år, kendes der således fra 1440-1448 10,6 pr. år. Herefter stiger antallet dramatisk, så der fra 1449-1481 kendes 35,3 tingsvidner pr. år.